# Xiaosong Shan
Xiaosong Shan (kinesiska: 小松山) är ett berg i Kina.  Det ligger i provinsen Ningxia, i den centrala delen av landet, 900 km väster om huvudstaden Peking. Toppen på Xiaosong Shan är 1 754 meter över havet. Xiaosongberget ingår i Helanbergen.